# Ephippitytha biramosa
Ephippitytha biramosa är en insektsart som beskrevs av Rehn, J.A.G. 1907. Ephippitytha biramosa ingår i släktet Ephippitytha och familjen vårtbitare. Inga underarter finns listade i Catalogue of Life.